# Sud (film, 1999)
Pour les articles homonymes, voir Sud (homonymie).
Pour plus de détails, voir Fiche technique et Distribution.
Sud est un documentaire français réalisé par Chantal Akerman, sorti en 1999.
Ce documentaire traite des crimes racistes dans le Sud des États-Unis.

## Synopsis
Le sud des États-Unis est calme et très vert. Mais ce que ses habitants ont à dire est à chaque fois, un coup de poing dans l’estomac.
Le film immerge le spectateur dans le Jasper de la fin du siècle dernier où la haine raciale des blancs contre les noirs peut encore donner lieu à des crimes odieux, insoutenables et barbares.
Byrd, un homme connu pour marcher dans les rues de Jasper toute journée sera victime de trois blancs qui vont en 1998, le tuer à petit feu, en le traînant sur la route, au bout d’une chaîne de leur camion jusqu’au cimetière où ils vont abandonner le corps sans vie.
Sa famille, sa communauté est étonnamment digne et calme. A l’image de cette campagne profondément verte : la brise caresse l’asphalte mais la colère gronde.

## Fiche technique
- Titre français : Sud
- Réalisation : Chantal Akerman
- Scénario : Chantal Akerman
- Montage : Claire Atherton
- Pays d'origine :  France
- Format : couleurs - 35 mm - Stéréo
- Genre : documentaire
- Durée : 71 minutes
- Date de sortie : 1999